# The Hillbilly Thomists
The Hillbilly Thomists è una band di musica bluegrass americana formatasi nel 2014.
Il gruppo è composto da frati domenicani provenienti dalla provincia dell'Ordine Domenicano di St. Joseph. Formatasi nel 2014 presso la Dominican House of Studies di Washington, D.C, la band ha pubblicato il primo album in studio omonimo nel 2017. La band ha pubblicato altri tre album: Living for the Other Side (2021), Holy Ghost Power (2022) e Marigold (2024). Il primo, terzo e quarto album in studio sono anche entrati nella classifica bluegrass di Billboard.
Il nome della band fa riferimento a una passo di una lettera dell'autrice cattolica americana Flannery O'Connor la quale era molto legata alla spiritualità di San Tommaso ed era un'avida lettrice della Summa Theologica. La musica degli Hillbilly Thomists attinge ai canti tradizionali dei monti Appalachi, agli spirituali protestanti e ai temi cattolici.

## Formazione
Attuale
- Austin Litke – mandolino, chitarra, voce
- Thomas Joseph White – banjo, dulcimer, voce
- Justin Bolger – chitarra, pianoforte, fisarmonica, basso, voce
- Timothy Danaher – voce
- Peter Gautsch – mandolino, pianoforte, chitarra, voce
- Joseph Hagan – batteria, lavagna, bodhrán
- Jonah Teller – chitarra, voce
- Simon Teller – violino, voce

Ex componenti
- Brad Elliott – batteria
- Constantius Sanders – voce

## Discografia
- 2017 – The Hillbilly Thomists
- 2021 – Living for the Other Side
- 2022 – Holy Ghost Power
- 2024 – Marigold